# Martha Grimes
Martha Grimes (Pittsburgh, 2 maggio 1931) è una scrittrice statunitense, autrice di gialli.

## Biografia
Figlia di un avvocato e dell'amministratrice di un hotel, passa l'infanzia e l'adolescenza nel Maryland, dove compie anche gli studi universitari. Insegna poi letteratura inglese all'Università di Iowa City e in diversi istituti del Maryland, realizzando seminari sulla fiction poliziesca.
Dopo aver scritto poesie per una decina di anni, decide di passare al romanzo poliziesco e così nel 1983 vince il Premio Nero Wolfe con "Caccia al tesoro" (The Anodyne Necklace).
Sebbene sia stata sovente presentata come la nuova Agatha Christie e tutti i suoi racconti siano ambientati in Inghilterra, Martha Grimes frequenta poco questo paese. È una autrice intuitiva e preferisce scrivere i suoi libri senza pianificarne il contenuto, spesso senza nemmeno sapere chi sarà l'assassino. Ama molto mettere in scena morti violente, ma in compenso i suoi investigatori sono uomini di una grande dolcezza, come l'ispettore Richard Jury, il personaggio principale dei suoi libri. Negli ultimi romanzi della Grimes, le descrizioni diminuiscono a favore dei dialoghi e hanno strutture narrative maggiormente limpide e dinamiche, più vicine a quelle del thriller all'americana che a quelle del classico enigma poliziesco all'inglese.

## Opere

### Ciclo di Richard Jury
1. 1981, Il cigno della morte (The Man With a Load of Mischief), Il Giallo Mondadori n. 2562
2. 1982, Il gioco della volpe (The Old Fox Deceiv'd), Il Giallo Mondadori n. 2600
3. 1983, Caccia al tesoro (The Anodyne Necklace), Il Giallo Mondadori n. 2622
4. 1984, Shakespeare in nero (The Dirty Duck), Il Giallo Mondadori n. 2673
5. 1984, Natale in rosso per l'ispettore Jury (Jerusalem Inn), Il Giallo Mondadori n. 2693
6. 1985, Morti sospette (The Deer Leap), Bompiani
7. 1985, Richard Jury e il segno dei cinque (Help the Poor Struggler), I Classici del Giallo Mondadori n. 964
8. 1986, La morte ha i capelli lunghi (I Am the Only Running Footman), Il Giallo Mondadori n. 2795
9. 1987, Morte sul Tamigi (The Five Bells and Bladebone), Il Giallo Mondadori n. 2645
10. 1989, Silenzio omicida (The Old Silent), Sonzogno (ISBN 88-454-0514-1)
11. 1991, Omicidio in un interno (The Old Contemptibles), Sonzogno (ISBN 88-454-0651-2)
12. 1993, The Horse You Came in On
13. 1995, Rainbow's End
14. 1997, The Case Has Altered
15. 1998, The Stargazey
16. 1999, The Lamorna Wink
17. 2001, The Blue Last
18. 2002, The Grave Maurice
19. 2004, The Winds of Change
20. 2006, The Old Wine Shades
21. 2007, Dust

### Ciclo di Emma Graham
1. 1996 - Hotel Paradise
2. 2000 - Cold Flat Junction
3. 2005 - Belle Ruin

### Altri romanzi
- 1989 - Send Bygraves (poesie)
- 1992 - Alla fine del molo (The End of the Pier), Bompiani (ISBN 978-88-452-2166-8)
- 1999 - Biting the Moon
- 2003 - Foul Matter
- 2008 - Dakota